# كريستوفر ويلكينز
كريستوفر ويلكينز (بالإنجليزية: Christopher Wilkins)‏ هو زمّار أمريكي، ولد في 1957.